# Culicula marginata
Culicula marginata är en fjärilsart som beskrevs av Moore 1885. Culicula marginata ingår i släktet Culicula och familjen nattflyn. Inga underarter finns listade i Catalogue of Life.